# District d'Hathras
Le district d'Hathras (en hindi : महामायानगर ज़िला) auparavant district de Mahamaya Nagar est une division administrative de la division d'Aligarh dans l'État de l'Uttar Pradesh, en Inde.

## Géographie
Le centre administratif du district est Hathras. 
La superficie est de 1 840 km2 et la population est de 1 564 708 habitants (2011).